# Rignano Flaminio
Rignano Flaminio là một đô thị ở tỉnh Roma trong vùng Latium thuộc Ý, có cự ly khoảng 35 km về phía bắc của Roma. Năm 2007, đô thị này có dân số 8.544. Đô thị này đối diện Via Flaminia.
Rignano Flaminio giáp các đô thị: Calcata, Capena, Civitella San Paolo, Faleria, Magliano Romano, Morlupo, Sant'Oreste.